# Håkan Hellström
Håkan Hellström (født 2. april 1974) er en musiker fra Gøteborg i Sverige. Hans tekster er på svensk, og musikken er indie-inspireret. Håkans gennembrudshit var "Kom igen Lena!" fra pladen "Det är så jag säger det".
Det svenske musikmagasin "Sonic Magazine" udnævnte i 2013 albummet "Känn ingen sorg för mig Göteborg" til det næstbedste svenske album nogen
sinde.

## Diskografi
- Känn ingen sorg för mig Göteborg (2000)
- Det är så jag säger det (2002)
- Nåt gammalt nåt nytt nåt lånat nåt blått (2005)
- Ett kolikbarns bekännelser (2005)
- För sent för edelweiss (2008)
- Två steg från Paradise (2010)
- Det kommer aldrig va över för mig (2013)
- Du gamla du fria (2016)